# Khetag Tsabolov
Khetag Tsabolov (in serbo Хетик Цаболов?; in osseto Цæболты Николайы фырт Хетæг; in russo Хетаг Николаевич Цаболов?, Chetag Nikolaevič Cabolov; Vladikavkaz, 17 novembre 1991) è un lottatore russo naturalizzato serbo, specializzato nella lotta libera, campione iridato a Tashkent 2014.

## Biografia
Nel marzo 2021 ha annunciato il suo passaggio alla nazionale serba, dopo aver gareggiato in precedenza per la Russia.
Ha rappresentato la Serbia ai Giochi olimpici estivi di Parigi 2024, dove è stato estromesso dal tabellone principale del torneo dei 74 kg dal giapponese Daichi Takatani ai quarti, dopo ave superato l'atleta olimpico rifugiato di origine iraniana Iman Mahdavi agli ottavi; ai ripescaggi ha soconfitto il cubano Geandry Garzón in semifinale e perso contro lo statunitense Kyle Dake nella finale per il bronzo.

## Palmarès
| Anno                           | Manifestazione           | Sede      | Evento   | Risultato | Note |
| ------------------------------ | ------------------------ | --------- | -------- | --------- | ---- |
| In rappresentanza della Russia |                          |           |          |           |      |
| 2011                           | Mondiali junior          | Bucarest  | LL 66 kg | Oro       |      |
| 2014                           | Mondiali                 | Tashkent  | LL 70 kg | Oro       |      |
| 2015                           | Giochi mondiali militari | Mungyeong | LL 74 kg | Oro       |      |
| 2016                           | Mondiali militari        | Skopje    | LL 74 kg | Oro       |      |
| 2016                           | Mondiali militari        | Skopje    | GR 75 kg | 11º       |      |
| 2017                           | Mondiali militari        | Klaipėda  | LL 74 kg | Oro       |      |
| 2018                           | Europei                  | Kaspijsk  | LL 74 kg | 9º        |      |
| 2018                           | Mondiali militari        | Mosca     | LL 79 kg | Oro       |      |
| 2019                           | Giochi mondiali militari | Wuhan     | LL 74 kg | Oro       |      |
| In rappresentanza della Serbia |                          |           |          |           |      |
| 2021                           | Europei                  | Varsavia  | LL 74 kg | 14º       |      |
| 2021                           | Mondiali                 | Oslo      | LL 74 kg | 7º        |      |
| 2022                           | Europei                  | Budapest  | LL 74 kg | 14º       |      |
| 2022                           | Mondiali                 | Belgrado  | LL 74 kg | 7º        |      |
| 2023                           | Europei                  | Zagabria  | LL 79 kg | Bronzo    |      |
| 2023                           | Mondiali                 | Belgrado  | LL 74 kg | Bronzo    |      |
| 2024                           | Europei                  | Bucarest  | LL 74 kg | 15º       |      |
| 2024                           | Giochi olimpici          | Parigi    | LL 74 kg | 5º        |      |